# James Polk (músico)
James Polk (Yoakum, Condado de Yoakum, 10 de septiembre de 1940-21 de junio de 2024) fue un músico de estadounidense de jazz, funk y soul (piano, órgano, composición, también bajo, saxofón y trombón), que se destacó sobre todo en la escena musical de Austin, Texas.

## Vida y carrera
Polk creció en Corpus Christi; siendo hijo de padres pianistas, Polk recibió clases de violín en la escuela primaria y tocó el trombón en la banda de la Coles High School. Su madre, Mattie M. Polk, era una cantante de góspel profesional que actuaba por todo Texas. A los 13 años, Polk debutó como pianista de blues en la Green Frog Lounge en Corpus Christi. Además, tocaba el bajo tan bien que Lionel Hampton lo llevó a una gira mundial. Las actuaciones comenzaron en 1968 en el HemisFair en San Antonio, cuando el bajista regular de Hampton no se presentó y este reclutó a Polk de la banda de la casa del club. También tocaba bien el saxofón, pero el teclado era su instrumento principal.
A principios de 1959, Polk se mudó a Austin para asistir al Huston-Tillotson College, donde obtuvo su licenciatura en educación musical. Luego realizó estudios de posgrado en la Texas A & I University en Kingsville y en la University of Texas en Austin.
Después de grabar el sencillo "Stick-to-It-Tive-Ness/The Robot" para el sello Sonobeat en 1969, Polk fundó el sello Twink para lanzar sus discos como "Just Plain Funk" y "Power Struggle". Sin embargo, en 1973 se retiró del negocio de la música para trabajar a tiempo completo para IBM. Extrañaba tocar y, cuando los músicos más jóvenes lo buscaban, comenzó a actuar los fines de semana en 1975 y al año siguiente volvió a tiempo completo. Polk también fue miembro del popular grupo Blue Crew, junto con el baterista Gerry Storm y el bajista brasileño Luis Natalicio (un profesor de la UT), y dirigió un octeto con Pat Murphy, Fred Smith y Melvin Scott en los saxofones, Bob Bruno en el bajo y John Whitehurst o Leotis Duffy en la batería. Polk y el acordeonista experimental Bob Sardo eran considerados los dos líderes de banda más productivos de la escena del jazz de Austin en la década de 1960. Su banda de soul de los años 60, James Polk and the Brothers, con el trompetista Martin Banks, tocaba los fines de semana en el Hideaway Club en East 19th Street en Austin, pero tenían dificultades para ser contratados en los barrios al oeste de la autopista debido a que atraían a un público afroamericano. Fundó los Brothers a principios de los años 70 con la cantante Angela Strehli, originaria de Lubbock, y el guitarrista John X. Reed, así como el bajista Don Lupo, y fueron contratados en el centro en Muther’s, antes de convertirse en Castle Creek.

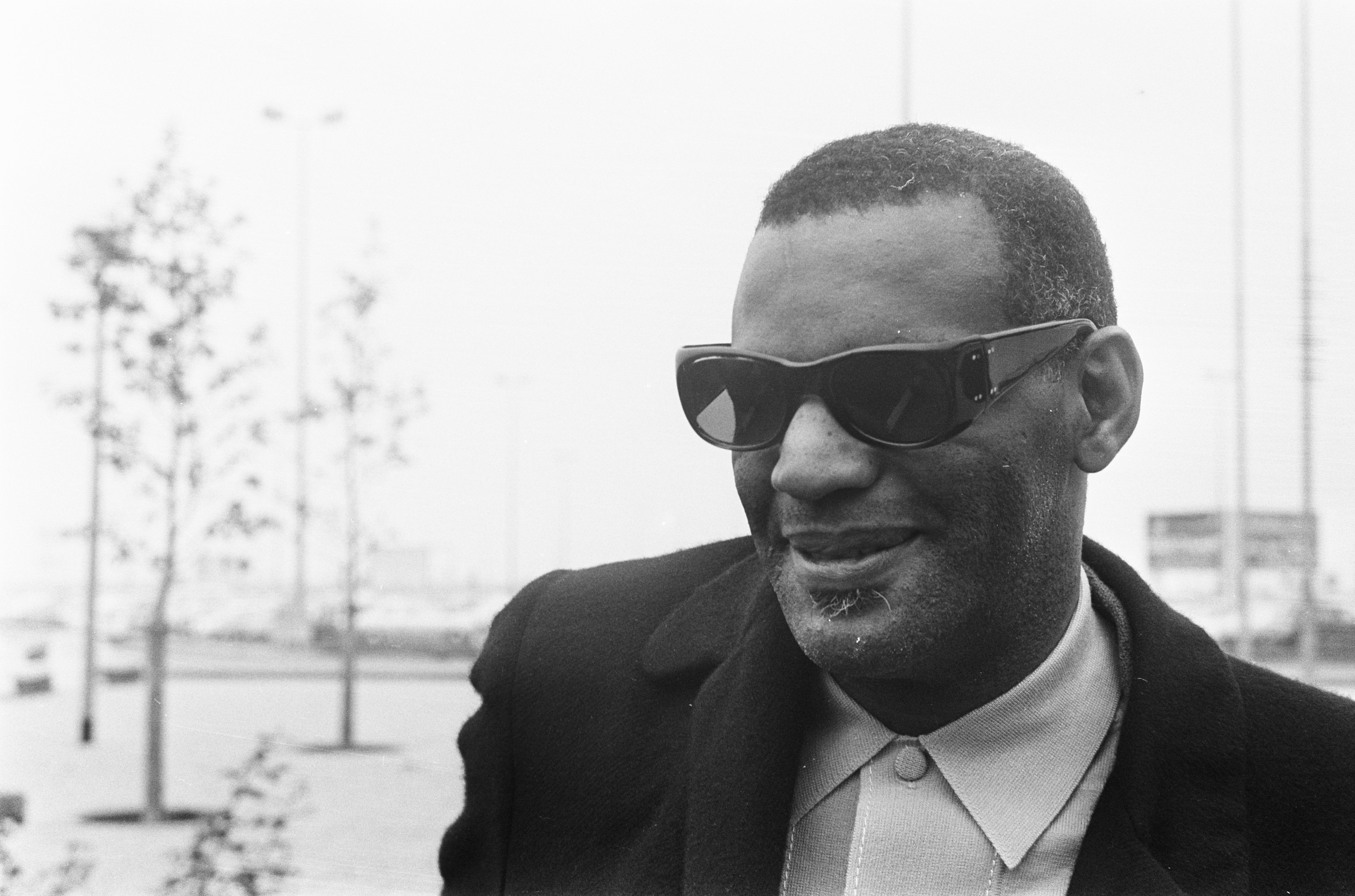
Ray Charles en su llegada al aeropuerto Schiphol en 1968

De 1977 a 1986, Polk dejó la ciudad para tocar el órgano con Ray Charles, asumiendo finalmente el rol de arreglista/director. En 1979, recibió una nominación al Grammy por el mejor arreglo de la canción "Some Enchanted Evening" en el álbum de Ray Charles "Ain’t It So". En 1983, tocó y arregló música, entre otros, para el álbum de góspel de Sara Jordan Powell. En 1985, recibió una segunda nominación al Grammy por el arreglo de "I Wish You Were Here Tonight" para el álbum navideño de Ray Charles (The Spirit of Christmas).
Después de diez años en Los Ángeles, donde vivía Ray Charles, Polk regresó a Austin y volvió a ser un músico activo en la escena de clubes. A diferencia de los grandes del jazz Kenny Dorham y Gene Ramey, que dejaron Austin inmediatamente después de la secundaria, Polk dejó su huella directamente en los clubes de aquí. Su dúo Polk & Beans con el bajista Beans Richardson tocó en agosto de 1989 en la inauguración del Top of the Marc en West Sixth Street. Polk también tocó en la semana de inauguración del club Elephant Room en 1991. La escena del jazz de Austin era popular a mediados y finales de los años 70, con los clubes Casablanca y Blue Parrot en la 15th y Lavaca, Mackedrick’s Treehouse en la Dawson Street en Barton Springs, el Piggy’s en Congress, Buffalo Grille en W. Sixth y el Liberty Lunch. En esta escena, Polk era considerado uno de los músicos más respetados.
Polk tuvo numerosas apariciones en televisión y cine, además de producir un álbum titulado You Know The Feeling. En su última actuación en un club, Polk tocó el órgano Hammond B-3 en el grupo Church on Monday en la Continental Gallery con el saxofonista Elias Haslanger, una colaboración que duró más de una década. En el ámbito del jazz, según Tom Lord, participó en 2012/13 en dos sesiones de grabación de Elias Haslanger.
Polk fue maestro y director de música en la Booker T. Washington High School en Elgin después de graduarse de la escuela en 1962. En la década de 1990, fue subdirector de estudios de jazz en el Southwest Texas State College, antes de convertirse en la Texas State University. Recibió su título de doctor honoris causa de la Huston-Tillotson University.
El venerado músico de jazz de Austin, el Dr. James Polk, falleció a la edad de 83 años.

## Discografía
- James Polk & Co.: You Know the Feeling…! (Trilogy Records, 1984)
- Jamad (CD Baby, 2008)
- Church on Monday: For Being There (Cherrywood Records, 2019)